# Arinna
Arinna fu il principale centro di culto della dea del sole ittita, (che si pensa essere stata Arinniti) nota come dUTU URUArinna, "dea del sole di Arinna". Arinna si trovava nei pressi di Hattuša, la capitale ittita. Il nome della località veniva anche usato come sinonimo della dea.
La dea del sole di Arinna era la più importante delle tre principali divinità solari del pantheon ittita, assieme ad UTU (nepisas - "il sole del cielo") e UTU (taknas - "il sole della terra). 
In alcune fonti era considerata a capo delle altre divinità, al posto del marito, il dio del tempo (atmosferico) Teshub. 
Arinniti, Teshub e la loro prole, provenivano dal pantheon hattico.
La dea era talvolta considerata anche una dea della terra. Fu ampiamente sincretizzata con la dea hurrita Hebat.
Particolarmente devoto a questa divinità fu, alla fine del XIV secolo a.C., il re Muršili II.